# Classificação decimal de direito
A Classificação Decimal de Direito ou Classificação Decimal de Doris ou Classificação de Doris é um sistema de classificação decimal de bibliotecas especializadas em direito, desenvolvida pela bibliotecária e bacharel em direito brasileira Doris de Queiroz Carvalho. Utilizada em biblioteconomia, esta classificação é específica para obras jurídicas relacionadas ao direito brasileiro. 

## Origem
Surgiu por iniciativa e obra de Doris de Queiroz Carvalho, que a concluiu pela necessidade de se expandir e aprofundar a "Classe 340", a seção do direito na Classificação Decimal de Dewey, que é universal e serviu de base para a Classificação Decimal Universal, utilizada na maioria das bibliotecas multidisciplinares.
O trabalho foi realizado pela bibliotecária primeiramente para uso interno da Biblioteca do Ministério da Fazenda. A sua primeira edição foi publicada em 1948. Mais tarde, em 1953, nova edição seria lançada, e, muitos anos depois, em 1977, saiu a terceira edição.
A Subchefia para Assuntos Jurídicos da Casa Civil da Presidência da República, em 2000, tendo necessidade de catalogar o acervo legislativo do país optou por utilizar a "Classificação de Doris" para esta finalidade, para isto solicitou a autora autorização para atualizar a sua obra, o que foi feito em conjunto com ela. Concluído o trabalho em 2002 a autora permitiu fosse exposta na rede mundial de computadores, na página da Presidência da República, para livre acesso por qualquer interessado.
A quarta edição  traz, entre outras novidades, a transposição do Direito do Trabalho para a categoria de Direito Privado, ampliação do Direito Previdenciário, o engrandecimento da parte de Direito Internacional Público, especialmente quanto aos organismos internacionais e atualização do Direito Canônico. Foram acrescentadas, ou receberam maior desenvolvimento, as classes de Direito Ambiental, Direito Econômico, Direito Agrário e Direito do Consumidor.
Especificamente para a área de Direito a "Classificação Decimal de Dóris" é mais abrangente e mais profunda nas subclassificações do que qualquer outro sistema ou metodologia existente em biblioteconomia em língua portuguesa dirigida aos sistemas jurídicos de origem Romano-germânica.
As principais bibliotecas jurídicas especializadas de órgãos federais brasileiros utiliza a "Classificação de Dóris". Não é incompatível o uso desta classificação com a "Classificação Universal" ou de "Dewey",  simultaneamente, por bibliotecas multidisciplinares desde que para a área de Direito (Classe 340) se faça uso apenas da "Classificação de Dóris" e de outra para as demais disciplinas ou campos do conhecimento.
No Distrito Federal, algumas bibliotecas da administração pública utilizam esta classificação decimal. Dentre elas pode-se citar: Presidência da República, Advocacia Geral da União, Ministério da Justiça, Ministério do Trabalho, Senado Federal, Supremo Tribunal Federal, Tribunal Superior Eleitoral, Tribunal Regional Federal - 1ª Região, Procuradoria-Geral da República e Procuradoria Regional da República - 1ª Região.

## Ramos do Direito
As normas jurídicas fazem parte do direito e são essenciais para regular diferentes dimensões da vida em sociedade , daí a necessidade de criarmos subsistemas jurídicos , que iram subdividindo os setores de acordo com sua natureza , seus respectivos interesses, e pessoas envolvidas . Essa subdivisão surgiu a partir do Direito Romano como podemos constar em inúmeros livros de Estudo Do Direito Romano, o principal critério utilizado no direito romano e a presença ou não do Estado, e a obrigatoriedade das normas. 

## Principais Classes
As principais classes e subclasses adotadas pela classificação de Doris, são subdivididas as normas jurídicas em ramos, que possuem diferenças, e princípios, a distinção vai trazer em torno duas subdivisões: publico e privado.  

### Distinção: Público – Privado
Como dito anteriormente as normas jurídicas vão se subdividir de acordo com interesse, natureza, e relação jurídica, se dividindo então entre público ou privado
- Público:

Em princípio é bom deixar claro que o que vai caracterizar esta norma jurídica como pública e em especial é a presença do poder Estado. 
E denominado "Ramos do Direito Público" normas jurídicas através do qual o Estado, ou pessoa jurídica pública, está presente exercendo algum tipo de poder sobre pessoas ou entidades envolvidas onde é cabível a sua condição de poder. 
- Privado:

O Direito Privado regula as normas entre as pessoas, ou seja normas em que rege os interesses particulares com particulares.
Apesar de defender o direito dos particulares o direito privado também é uma relação de particulares com o Estado, visando regular as relações dos indivíduos e estabelecendo direitos e obrigações.
UMA MANEIRA SIMPLES E PRATICA DE FAZER ESTAS DISTINÇÕES É :
- Quanto ao conteúdo ou objeto da relação jurídica :

•	Quando imediato está prevalecendo o interesse do geral denomina-se Direito Público.
•	Quando em imediato está prevalecendo interesse particular denomina-se Direito Privado.
- Quanto a forma de relação :

•	Se a relação é de coordenação, trata-se de Direito Privado.
•	Se a relação e de subordinação trata-se de Direito Público.

### ALGUMAS SUBDIVISÕES DENTRO DO DIREITO PÚBLICO
- 341.1 Direito Internacional Público
  - 341.14 Direito Penal Internacional
- 341.2 Direito Constitucional
  - 341.27 Direitos Fundamentais
  - 341.28 Direito Eleitoral
- 341.3 Direito Administrativo
  -     - 341.347 Direito Ambiental
    - 341.378 Direito Econômico

  - 341.38 Direito Financeiro
  - 341.39 Direito Tributário
- 341.4 Direito Processual
  - 341.43 Direito Processual Penal
  - 341.46 Direito Processual Civil
- 341.5 Direito Penal
  - 341.58 Direito Penitenciário. Direito de Execuções Penais
  - 341.6 Direito Previdenciário. Seguridade Social
- 341.7 Direito Militar
  - 341.75 Direito Penal Militar
- 341.8 Direito Aéreo. Código do Ar
  - 341.87 Direito Aéreo Militar
  - 341.88 Direito aplicado à Telecomunicação
  - 341.89 Direito Espacial

### ALGUMAS SUBDIVISÕES DO DIREITO PRIVADO
- 342.1 Direito Civil
  - 342.12 Direitos Reais, Coisas e Bens
  - 342.16 Direito de Família
    - 342.165 Direito das Sucessões

  - 342.17 Direito do Menor.
- 342.2 Direito Comercial
  -     - 342.234 Direito Bancário

  - 342.27 Direitos Intelectuais. Propriedade industrial, comercial, científica e de programas de computador.
  - 342.28 Direito autoral. Direito Artístico e Literário.
  - 342.29 Direito Marítimo
    - 342.299 Direito Aeronáutico
- 342.3 Direito Internacional Privado
- 342.5 Direito do Consumidor
- 342.6 Direito do Trabalho
  - 342.68 Direito Processual do Trabalho
- 343 Direito Canônico e Eclesiástico
- 344 Direito Romano

## Vide
- Biblioteconomia
- Classificação decimal de Dewey
- Classificação Decimal Universal